# بيتر كيلي (لاعب دوري الرغبي)
بيتر كيلي (بالإنجليزية: Peter Kelly)‏ هو لاعب دوري الرغبي أسترالي، ولد في 7 سبتمبر 1959.